# Enicospilus stimulator
Enicospilus stimulator là một loài tò vò trong họ Ichneumonidae.